# Laguna Guiscoyol
A  Laguna Guiscoyol é um lago localizado na Guatemala. Localiza-se no departamento de Retalhuleu, Município de San Andrés Villa Seca. Esta formação lagunar ocupa uma área de 3.10 Km, por uma profundidade de 15 m. A altitude desta lagoa relativamente ao nível do mar encontra-se também nos 15 m.